# HD 5388 b
HD 5388 b (también conocido como HIP 4311 b) es un planeta extrasolar que orbita la estrella de tipo F de la secuencia principal HD 5388, localizado aproximadamente a 174 años luz, en la constelación de Fénix.Este planeta tiene al menos 2 veces la masa de Júpiter y tarda 2 años en completar su periodo orbital, con un semieje mayor de 1,79 UA. Sin embargo, a diferencia de la mayoría de los exoplanetas conocidos, su excentricidad no se conoce, pero es habitual que se desconozca su inclinación. Este planeta fue detectado por HARPS el 19 de octubre de 2009, junto con otros 29 planetas. El astrónomo Wladimir Lyra (2009) ha propuesto Aethon como el nombre común posible para HD 5388 b.